# 管花肉苁蓉
管花肉蓯蓉（學名：Cistanche tubulosa，又名南疆大芸、紅柳大芸）是肉蓯蓉屬下的一種寄生植物，其种加词“tubulosa”意为“管状花萼的”。其寄主植物為檉柳屬植物，俗稱紅柳。

## 分布
管花肉蓯蓉生長在新疆天山以南、新疆的古爾班通古特沙漠、塔克拉瑪干沙漠、內蒙古西部的騰格里沙漠，和巴丹吉林沙漠。

## 習性
管花肉蓯無根，亦無葉綠體，不能進行光合作用，主要靠吸取寄主植物的養分生活。

## 外形
管花肉蓯通常會在寸草不長的沙漠中冒出一枝枝粉紅色或紫紅色的鮮花，沒有葉子，只有的花朵。向下挖下去，會挖出一條白色肉莖，表面密部鱗片，基部粗大，寄生在一條細細的根上。

## 外部連結
- 肉蓯蓉 Roucongrong （页面存档备份，存于） 中藥材圖像數據庫 (香港浸會大學中醫藥學院)